# Southern Exposure Seed Exchange
A Southern Exposure Seed Exchange (SESE) é uma empresa de sementes de propriedade cooperativa com sede em Mineral, Virgínia. A SESE é uma fonte de sementes tradicionais e outras sementes de polinização aberta (não híbridas), com ênfase em vegetais, flores e ervas que crescem bem na região do Médio Atlântico. A SESE também apoia a conservação de sementes e o melhoramento tradicional de sementes através da sua linha de produtos, através de palestras e workshops, e trabalhando com mais de 50 pequenos agricultores produtores de sementes no Médio Atlântico e noutras partes dos Estados Unidos. A SESE publica um boletim informativo intermitente por e-mail e um blog para jardineiros, bem como o Catálogo Southern Exposure Seed Exchange e Guia de Jardins.
A SESE introduziu variedades familiares tradicionais, como pepino Edmonson, abóbora de batata doce Thelma Sanders e couve White Mountain, e reintroduziu variedades de herança há muito ausentes do mercado, como a melancia Amish Moon & Stars. Compromete-se a não comprar ou vender conscientemente sementes ou plantas geneticamente modificadas (OGM).

## História
Jeff McCormack de Charlottesville, VA fundou a SESE. O seu primeiro catálogo foi impresso em 1983, com 65 variedades. Em 1999, Jeff vendeu a SESE para a Comunidade Acorn, uma comunidade intencional no centro da Virgínia. A SESE gera atualmente a grande maioria da receita da Acorn e também ajuda a apoiar a Comunidade Twin Oaks, que gere as vendas de sementes da empresa para lojas e para arrecadação de fundos escolares, bem como o cultivo de sementes.
O ciclo operacional do SESE é altamente sazonal. De janeiro a abril o foco está no atendimento dos pedidos de sementes. Em maio e junho, são enviadas tiras de batata-doce. De março a outubro há muito trabalho nas hortas, incluindo o cuidado das culturas de sementes e a tomada de notas experimentais. Em setembro e outubro são enviados alho, bolbos de cebola, ginseng e goldenseal. Nos meses de outubro e novembro, o foco é a limpeza de sementes, testes de germinação e edição de catálogos.
A SESE faz parceria com Monticello para realizar um “Heritage Harvest Festival” anual em setembro. O Heritage Harvest Festival é um evento sem fins lucrativos concebido para educar o público sobre a importância dos produtos biológicos e das variedades patrimoniais. Ira Wallace é um organizador do Festival. Um artigo no Charlottesville Tomorrow afirmou que ela “estabeleceu a parceria entre Southern Exposure e Monticello em 2007”. Wallace disse no mesmo artigo que “'o primeiro Festival foi uma celebração do crescente interesse em preservar o nosso património alimentar e a agricultura sustentável... Tive a sensação de que era importante para muitas pessoas na nossa região.'”
A SESE é membro da Associação Comercial e de Produtores de Sementes Biológicas, que moveu uma ação judicial contra a Monsanto para impedi-los de processar agricultores biológicos quando estes são contaminados por produtos da Monsanto. Embora a SESE e a OSGATA tecnicamente tenham perdido o processo, o painel do Juiz Federal de Recursos decidiu que a Monsanto não poderia processar os agricultores com níveis de contaminação inferiores a 1%.
A Southern Exposure Seed Exchange usa stock de sementes biológicas certificadas pela USDA, bem como sementes cultivadas ecologicamente não certificadas de fontes confiáveis. Compromete-se a não comprar ou vender conscientemente sementes ou plantas geneticamente modificadas. A SESE introduziu variedades antigas há muito ausentes do mercado, como a melancia Amish Moon & Stars e o tomate Big Rainbow.
Outras organizações com as quais a SESE colabora incluem a Organic Seed Alliance, o Piedmont Environmental Council, a Virginia Association for Biological Farming, a Seed Savers Exchange e a Plant a Row for the Hungry.